# Fabian Poniatowski
Fabian Poniatowski – sekretarz królewski, złożył akces do insurekcji kościuszkowskiej.